# 監聽國會事件
監聽國會事件，或稱特偵組監聽立法院事件，是2013年在中華民國發生的政治事件，被喻為「臺灣水門案」，是馬王政爭的一部分。本事件起因於最高法院檢察署特別偵查組在調查中國國民黨籍的立法院院長王金平與民主進步黨立法院黨團總召集人柯建銘的案件時，包含了國會總機號碼，因而可以監聽每一位使用該電話，或通過該電話通訊的國會議員，引發監聽國會的疑慮
。
特偵組多次表示，是因為不知該號碼為國會電話，才會「誤聽」，但法務部事後卻發覺，特偵組5月時便曾撥打此號碼，是刻意監聽國會專線，居然在9月還堅稱不知情，匪夷所思，飽受各界抨擊。這個事件被視為「廢除特偵組」的最後一根稻草，2016年立法院修法，2017年元旦當日正式廢除特偵組 。

## 事件披露
2013年9月6日，特偵組三度發出簡訊給各大媒體記者，告知準備召開「重大司法風紀事件」結案記者會，並一再提醒記者「切勿錯過」，公布監聽時任立法院院長王金平與民進黨立法院總召柯建銘的對話。
| 2013年6月28日（王金平打給柯建銘）： 王：喂，要找你都沒人。 柯：我靜音啦，我下午有開了。 王：這樣啦，那個「阿煌」（指陳守煌）有打電話來了。 柯：怎樣？ 王：他是跟我說那個女孩（指承辦檢察官）姓林，林秀濤(音同「桃」)，他說他是勇伯（指曾勇夫）啊的人啦。 柯：喔！勇伯啊的人喔！ 王：所以他叫我跟勇伯啊說。 柯：（不清楚） 王：沒啦，我已經跟勇伯說完了。 柯：他怎麼說？ 王：他說好啦，他會盡力，他會弄。 柯：勇伯要處理沒？ 王：勇伯要處理。 柯：沒問題吧？ 王：不知道，就讓他處理。他就說他要處理啊。 柯：好好好。謝謝。 王：就讓你知道一下，今天就是要跟你說這個，你電話都沒有聽哩。 柯：我轉靜音忘記了。 王：我以為你在賺錢哩，好啦，今天沒，好啦，知道了吼。 柯：好啦，謝謝。 2013年6月29日（王金平打給柯建銘）： 柯：喂。 王：（年輕男子聲音，不清楚） 柯：喂。 王：（不清楚，疑似叫柯外號某某） 柯：對。剛離開，要先走了。你先走了喔？ 王：你有來嗎？你有來這裡嗎？ 柯：我剛離開。你在那裡？ 王：我離開後，要另外休息。我跟你說，剛才那個人在那邊你有看到嗎？ 柯：啥？ 王：伯啊，就勇伯啦那一個伯仔那一個。 柯：你說那一個？ 王：勇伯啊。勇伯啊。 柯：我沒遇到，我剛離開。 王：他跟我說OK了。 柯：好好。謝謝。 王：好好。 |

特偵組認定法務部部長曾勇夫、臺灣高等檢察署檢察長陳守煌涉嫌接受關說，雖未涉刑責，仍依行政責任，將曾勇夫移送監察院，陳守煌則依法官法移送檢察官評鑑委員會；王金平與柯建銘未涉刑責，行政責任部分以國會自治為由，簽結不處理。曾勇夫在記者會後立刻表示自己的清白，拒絕辭職，但在下午、晚間兩次赴行政院向行政院院長江宜樺說明，在江宜樺的壓力下請辭。
9月18日，柯建銘召開記者會，自請移送立法院紀律委員會，以釐清關說嫌疑。黃世銘於9月25日在立法委員的質詢中承認對林秀濤也監聽，但黃於9月9日的記者會表示「只對柯委員一個監聽，一個人監聽，沒有對國會議長的監聽」，黃世銘遭質疑在9月9日的記者會中說謊。特偵組於9月26日表示，黃在9月9日的說法是指在柯建銘、王金平兩人中，僅有對柯建銘一人合法監聽，並無監聽國會議長，並將媒體報導「黃世銘強調全案只監聽一人」斥為斷章取義，而媒體也形容特偵組的說法為「硬拗」。
9月28日民進黨的立法委員管碧玲向新聞界公布，特偵組於5月16日至6月14日掛線監聽立法院總機「0972630235」。此號碼為立法院總機的代表號之一，申請使用人從來未變更，也未對外公布此號碼，根本是刻意監聽國會。管碧玲批評特偵組監聽國會總機，等於可以掛線聽底下的所有分機，監聽所有立法委員。柯建銘對外公佈他於前一日第一次收到的台北地方法院結束通訊監察通知書，監聽號碼其中包含一支0972的電話號碼實為立法院總機。特偵組被批評監聽國會。立法院幕僚查證後說「0972630235」是立法院7支節費電話之一，從2006年8月開始使用至今。

## 特偵說法
特偵組代理發言人楊榮宗指出，2013年5月16日到6月14日監聽期間，0972的電話只有撥出，沒有打入，撥話者是親近柯建銘人士，並強調依監聽內容分析，「絕對不是總機」，是固定一人在使用，後來都只有「嗶、嗶」的傳真機聲音，承辦檢察官認為已無偵查價值，決定停止監錄，2013年5月16日到6月14日確實曾監聽該支電話，但這絕對不是立法院的總機，該電話是私人手機。但媒體記者當場播打此號碼，確認此號碼為立院總機，也證明楊榮宗說謊，楊榮宗含糊其辭，場面尷尬。
當晚，黃世銘召開記者會，承認監聽了立法院總機，是因為誤認立法院總機是私人電話，並表示特偵組偵辦高院法官陳榮和貪污案時，發現有特定人士拜託立法委員柯建銘，為吳健保關說假釋，後來柯建銘的助理以這一支0972的節費電話，告訴這位特定人士，把大筆的金錢，匯入柯建銘所指定的帳戶，而特偵組取得法院監聽票執行時，發現委託執行通信監察機關（監聽者）設備「無法監聽節費電話」，導致後續取得的監聽帶子是空白的，完全沒有任何通話內容，所以沒有續行監聽。

## 立法院意見

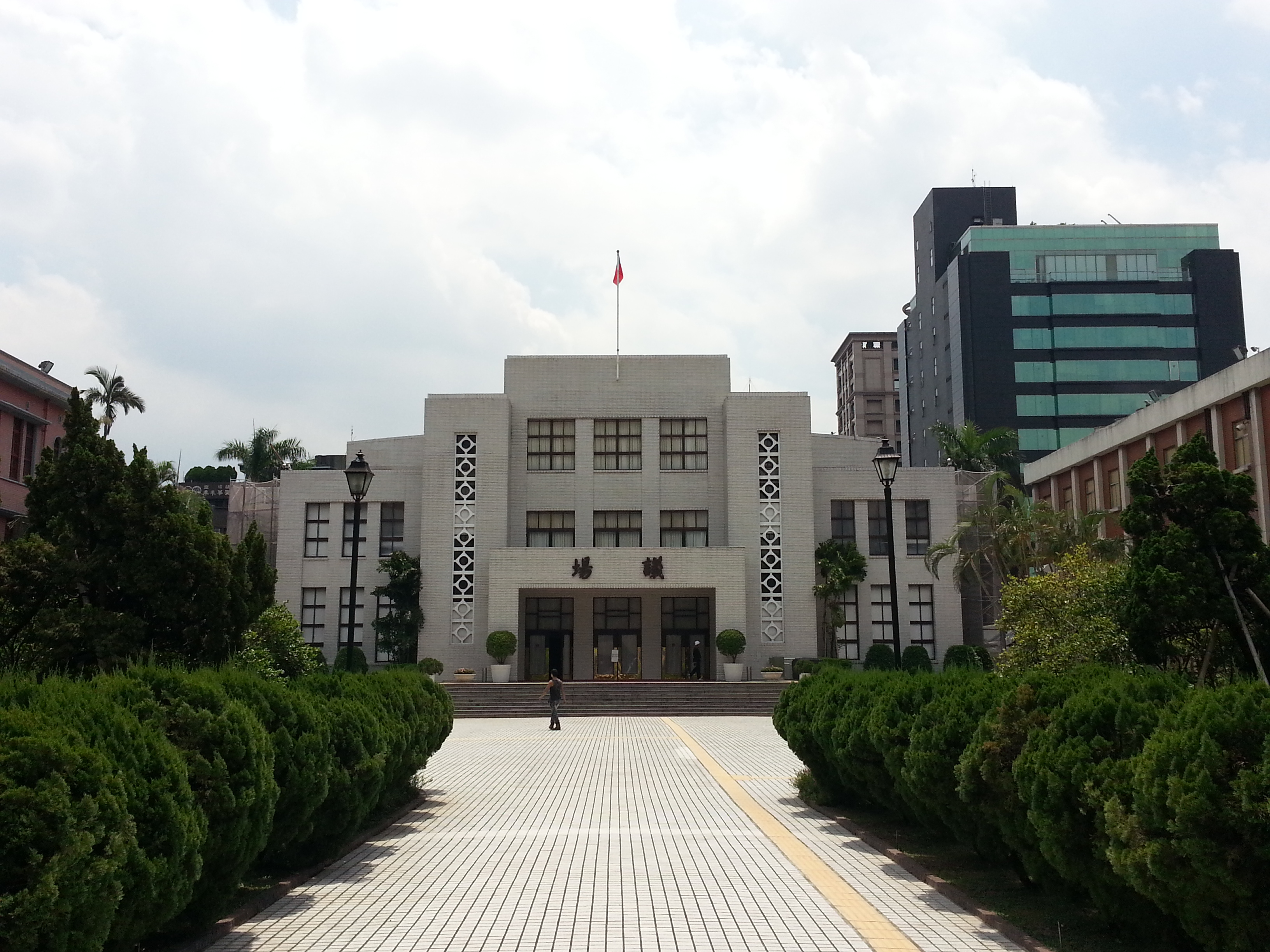
中華民國立法院議場

立法院院長王金平表示，特偵組的說法和立委的說法差距甚大，「監聽國會在民主國家是不可思議的事情，要把真相找出來。」。
立法院總務處處長蔡衛民表示，立法院中只要經過該支被特偵組監聽電話而撥打出的通話，都可能遭到監聽。
立法委員管碧玲指出，被特偵組監聽的電話號碼是立法院中興大樓專用，但立法院長王金平與民進黨立委柯建銘的辦公室根本不在中興大樓，管碧玲質疑「究竟特偵組在監聽誰？」中興大樓當時有82位立法委員的國會辦公室

## 事實真相
特偵組多次強調因為不知0972專線為立法院電話，才會不小心監聽，但事實上特偵組非但知情，還曾撥打此電話。2013年特偵組5月便曾撥打，但9月竟仍聲稱沒打過該支號碼才「誤聽」，10月時，法務部的調查小組調閱通聯紀錄，證明特偵組早就打過0972的國會總機電話，調查小組約談檢察總長黃世銘、特偵組承辦檢察官等人員時，特別詢問此事，當時總長及特偵組成員皆否認，10月9日，眼看罪證確鑿，特偵組才承認打過這通電話，但只說是「誤打」。法界人士痛批，特偵組說謊成性，事到如今還不承認錯誤，是「把全民當白痴」。

## 相關判決
- 2016年10月31日，臺北地方法院判決黃世銘因違法監聽林秀濤，應賠償林秀濤30萬元，其餘駁回。全案可上訴。[28]事由：台北地檢署公訴檢察官林秀濤指控，特偵組以他案聲請掛線，卻監聽她與其未成年女兒的電話，已經構成侵權。因此對黃世銘、當時的特偵組組長楊榮宗、承辦檢察官鄭深元及核發監聽票的北院法官周占春提告、求償。[29]

- 2018年5月15日，馬英九洩密案，高等法院二審撤銷一審無罪判決，改判有罪並處以4個月有期徒刑，得易科罰金，全案可上訴。[30]事由：高院指出，馬英九2013年8月31日晚間10時許，洩漏時任立法院長王金平司法關說案的偵查秘密、柯建銘個人資料及通訊監察數據，給時任行政院長江宜樺與總統府副秘書長羅智強。馬英九在一審時辯稱，他是依憲法執行職務，處理將發生的政治風暴，才請江宜樺、羅智強共同商議。但高院承審合議庭認為，黃世銘報告內容無關五院職權行使的爭執，馬英九未召集院際調解，並未行使憲法第44條的院際調解權，洩密也非為了解決閣員政治問題，其辯詞不足採信。而且，合議庭認為，馬英九當時擔任總統，是具有法定職務權限的公務員，依法有保密義務，不能藉行政特權破壞法治國原則，否則民主憲政保障人權的核心價值將破壞殆盡。

- 2019年7月12日，馬英九洩密案台灣高等法院更一審審結，馬英九無罪確定[31]。

## 各界評論
前民主進步黨主席蔡英文呼籲，立法院應設立「特種委員會」，調查非法監聽事宜。蔡英文表示臺灣是個民主國家，若特偵組、司法單位或任何單位，對國會進行監聽，此為非常嚴重的事，相關可能涉案的人員應馬上停職，靜待調查。蔡英文強調，馬總統是否涉及利用司法單位蒐集資訊，進行政治鬥爭，這是社會也很想知道的事。
前中興大學校長、刑事法律專家兼律師黃東熊痛批，特偵組5月底就撥打0972的電話，竟膽大包天，反覆說謊，檢察官首重誠信，黃世銘身為檢察總長卻帶頭多次說謊，像甚麼國家？黃東熊說，美國前總統尼克森在水門案引咎辭職主因，並非監聽政敵，而是多次說謊，當謊言被揭開後才黯然下台；失去公信力的特偵組，應該廢除。律師邱一峰也說，特偵組監聽國會、侵犯人權是「事實」，黃世銘拿譯文夜奔官邸向馬英九報告也是事實，黃世銘若沒得到高層授意，怎敢監聽國會？究竟「高層」是誰？馬為何接受電臺專訪進行「空中串證」？建議應成立大陪審團，隔離訊問馬、黃二人，才能真相大白。
預定接任法務部長的羅瑩雪，在9月28日還未上任時，便表示：特偵組在「監聽國會事件」中沒有主觀意圖，查案方向也沒大問題。由於發言當時臺北地檢署、檢察官評鑑委員會、監察院等單位才剛剛開始調查關於黃世銘及特偵組是否違法濫權的問題，法務部監聽事件調查小組則尚未成立，政治大學法學院副教授劉宏恩質疑：羅瑩雪在沒有經過任何詳細的調查確認的情況下，憑甚麼表示特偵組沒有主觀犯意？並批評此為未審先判。

## 相關作品
- 《沒有神的國度》 （页面存档备份，存于）：改編自臺灣近年幾件指標性的社會大事，包含有后豐大橋墜橋案、大埔事件、三一八學運、監聽國會事件、誰摔死了李新，其中有國會議長試圖關說法務部長的劇情，也同樣因疑似監聽國會而引起爭議，書中角色表示「這是屬於我們這個時代的水門事件」。